# Praise, My Soul, the King of Heaven
Praise, My Soul, the King of Heaven è un inno anglicano tratto dal salmo 103 scritto dal reverendo Henry Francis Lyte.

## Testo
Testo originale
Praise, my soul, the King of Heaven;

To His feet thy tribute bring.

Ransomed, healed, restored, forgiven,

Who like me His praise should sing

Praise him ! Praise him!

Praise the everlasting King.

Praise Him for His grace and favour

To our fathers in distress.

Praise Him still the same for ever,

Slow to chide, and swift to bless

Praise him ! Praise him!

Glorious in His faithfulness.

Father-like He tends and spares us;

Well our feeble frame He knows.

In His hands He gently bears us,

Rescues us from all our foes.

Praise him ! Praise him !

Widely as His mercy flows

Frail as summer's flower we flourish,

Blows the wind and it is gone;

But while mortals rise and perish

God endures unchanging on,

Praise Him, praise Him,

Praise Him, praise Him,

Praise the High Eternal One!

Angels, help us to adore him

Ye behold Him face to face;

Sun and moon, bow down before Him,

Dwellers all in time and space

Praise him ! Praise him !

Praise with us the God of grace.
Traduzione in italiano
Loda, la mia anima, il Re del paradiso;

A suoi piedi gli rende omaggio.

Riscattata, guarita, ristorata, perdonata,

Chi dovrebbe cantare come me la Sua lode?

Alleluia! Alleluia!

Lodate il Re eterno.

Lodatelo per la Sua grazia e benevolenza

Per i nostri padri in difficoltà.

Lodatelo ancora nel medesimo modo di sempre,

Lento all'ira (è il Signore), e celere nel benedire.

Alleluia! Alleluia!

Glorioso nella sua fedeltà.

Paterno Egli si prende cura di noi e ci perdona;

Bene conosce le nostre corporali debolezze.

Nelle sue mani ci sostiene con amore,

Ci libera da tutti i nostri nemici.

Alleluia! Alleluia!

Già ampiamente scorre la Sua misericordia.

Fragile come un fiore d'estate noi prosperiamo,

Soffia il vento ed è finita;

Ma mentre i mortali nascono e muoiono

Il nostro Dio sopravvive immutato,

Lodatelo, lodatelo, Alleluia

Lodate l'Eterno altissimo!

O angeli, aiutateci ad adorarlo;

Voi Lo vedete faccia a faccia;

Sole e luna, si prostrano davanti a Lui,

Abitanti di ogni luogo e tempo

Alleluia! Alleluia!

Lodate con noi il Dio della grazia.